# Manoli Avgoustinatos
Emmanuel Avgoustinatos, dit Manoli Avgoustinatos (en grec : Μανώλης Αυγουστινάτος / Manolis Avgoustinatos) né à Liège le 5 octobre 1976, est un musicien multi-instrumentiste, chanteur, compositeur, arrangeur musical, ingénieur de son et beatmaker belge, d'origine grecque. Il est connu pour être l'un des musiciens de la superstar Stromae. Il produit de la musique sous plusieurs alias, notamment Maoni mais aussi Aemano.

## Enfance et jeunesse
Manoli Avgoustinatos est né de deux parents grecs, Loukas Avgoustinatos et Stavroula Bourikas (en grec : Λουκάς Αυγουστινάτος / Σταυρούλα Μπουρίκα). Son père, Loukas Avgoustinatos, est un artiste, chanteur, auteur-compositeur-interprète plus connu sous le nom d’Emmanuel St Laurent, rendu célèbre en Belgique dans les années 1970 grâce à plusieurs titres à succès.
En 1979, à la suite d'une séparation, son père quitte la Belgique et s’installe à Los Angeles aux États-Unis pour y développer sa carrière. Entre 1984 et 1989, Manoli le rejoint régulièrement en compagnie de son frère ainé. Durant ces voyages, le jeune garçon se réfugie dans la musique, qui devient rapidement sa passion, son lien spirituel et son moyen de communication avec son père. À seulement 9 ans et sans préparation préalable, son père le propulse sur scène lors d’un festival à San Diego nommé « Mother For Peace ». Il doit alors surmonter son trac devant un large public afin d’accompagner son père pour la toute première fois. Tout au long de sa jeunesse, les prestations sur scène avec son père se multiplient, ce qui l’éveille au pouvoir du son et attise sa curiosité pour les instruments de musique, tels que la guitare, le clavier, la guitare basse, la voix, les percussions et les instruments ethniques.

## Parcours et carrière
Né avec l'oreille absolue, Manoli Avgoustinatos apprend la musique en autodidacte. À l'orée de sa jeunesse adulte, il est coaché par des amis musiciens proches de son père. En quête d'indépendance et de développement personnel, il étudie à l'Académie Grétry, école de musique à Liège, et perfectionne sa compréhension du langage musical. Après y avoir obtenu son diplôme, il participe à un stage d'été à la Music Academy International de Nancy. Il continue son apprentissage en rejoignant une école privée à Bruxelles où il enrichit sa rythmique avec le célèbre bassiste Michel Hatzigeorgiou.
Fort de son bagage musical, il décide de s'installer à Paris pendant 3 ans. Peu après son arrivée dans la ville lumière, il rencontre Felipe Saldivia, célèbre compositeur français (Christophe Maé, Sheryfa Luna, Kendji Girac), qui lui ouvre les portes du studio d'enregistrement Haxo. Manoli y enregistre régulièrement pour des artistes, tels que Natasha St-Pier. En parallèle, il donne des concerts improvisés sur les scènes parisiennes.
En automne 2012, Manoli sort le titre « Prisoner Of Time », auto-produit sous son alias Aemano. Un clip vidéo est réalisé en Sicile en collaboration avec l'artiste sculpteur « Noyà Scuplture ». La même année, il performe en tant que bassiste pour le jeune artiste Toma qui assure les premières parties de Johnny Hallyday pour sa tournée « Tour 2012 »,.
En septembre 2013, Manoli rencontre la popstar internationale Stromae, donnant un tournant décisif à sa carrière. Stromae le repère lors d'une audition pour le Racine carrée Tour et lui propose de rejoindre l'équipe comme musicien multi-instrumentiste. Ensemble, ils jouent dans les plus grandes arènes du monde et font l'unanimité au travers de performances époustouflantes. Ils donnent 209 shows sur 3 continents devant une audience totale de plus de 1.7 million de spectateurs, passent par des salles et festivals prestigieux tels que le Coachella Festival et concluent la tournée en apothéose dans le mythique Madison Square Garden à New York. Le succès est historique pour Stromae et son équipe. Un album live sous format vidéo, baptisé Racine carrée Live et enregistré lors de la tournée, est publié en décembre 2015.
En 2016, Manoli rejoint la tournée « Ensemble » de Kendji Girac comme bassiste, claviériste et choriste. Un album live intitulé Ensemble, le live est publié en 2017.
En 2017, il produit, enregistre et mixe le titre « Undo You » de l'artiste grecque Monika. Le titre sort en streaming en mars. Il ajoute une nouvelle corde à son arc en tant que directeur musical de la tournée Selfocracy Tour de Loïc Nottet. Il réalise également l'arrangement du titre « Go To Sleep ».
En novembre 2018, Manoli sort le titre « Love Song », fruit d'une collaboration avec l'artiste-interprète anglaise Raphaella.
En 2019, il rejoint Mikelangelo Loconte, connu pour son interprétation de Wolfgang Amadeus Mozart dans Mozart, l'opéra rock, pour la tournée « Neverland » en Chine.
En 2022 et 2023, Manoli remonte sur scène avec Stromae en tant que musicien multi-instrumentiste pour le projet Multitude, troisième album de la superstar mondiale. Ils jouent le morceau Santé en live sur The Tonight Show Starring Jimmy Fallon et donnent un mini-concert dans le mythique Tiny Desk afin d'assurer la promotion de l'album. La tournée internationale « Multitude Tour » s'étend sur l'Europe, les États-Unis et le Canada, et passe à nouveau dans le puissant Madison Square Garden et Coachella Festival. Le public et la presse sont stupéfaits par l'innovation technologique et scénique proposée par l'équipe belge, nouvelle consécration pour Stromae et ses musiciens. Au total, près de 2 millions de fans auront assisté à la tournée.

## Discographie

### Collaborations sur des albums
- 2012: Natasha St-Pier - Bonne Nouvelle (crédits: piano)
- 2015: Stromae - Racine Carrée Live
- 2017: Kendji Girac - Ensemble, Le Live (crédits: basse, clavier, chœurs)

### Chansons
- 2012: Aemano - Prisoner Of Time
- 2018: Maoni - Love Song
- 2018: Slõane - J'irai (crédits: producteur, ingénieur, compositeur)
- 2023: Monika - Undo You (crédits: producteur, compositeur)

## Filmographie
- 2014: Clip de Ave Cesaria, chanson de Stromae (musicien)[19]
- 2021: The Tonight Show Starring Jimmy Fallon x Stromae (musicien)[14]
- 2022: NPR Tiny Desk x Stromae (musicien)[15]